# Elemér Szentirmay

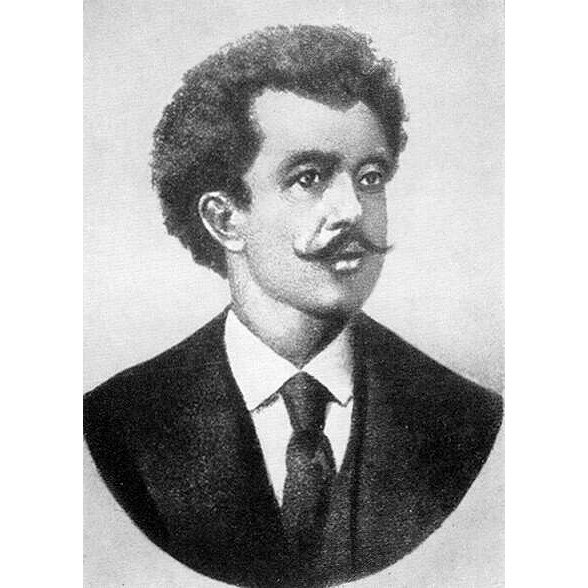
Elemér Szentirmay

Elemér Szentirmay, även känd under namnet János Németh,född 9 december 1836, död 3 augusti 1908, var en ungersk kompositör. Han komponerade folkliga visor och csárdásdanser. Hans mest kända verk är Mustalainen, som komponerades 1875. 
Flera av hans melodier fick stor spridning och popularitet och uppfattades ibland som traditionella folkmelodier. Några av dem upptecknades och bearbetades av Bela Bartók. 
Szentirmay, som egentligen var tjänsteman och hade musiken som bisyssla, komponerade även bland annat manskvartetter och kupletter.